# Andrey Gurkov
Andrey Gurkov (russisch Андрей Гурков; auch: Andrej Gurkow; * 1959 in Moskau) ist ein russischer Journalist und Publizist.

## Leben
Gurkov wurde als Sohn eines Korrespondenten einer sowjetischen Tageszeitung geboren. Er wuchs in Ost-Berlin und Bonn auf. Er studierte von 1976 bis 1981 internationale Journalistik an der Lomonossow-Universität Moskau und an der Universität Leipzig, wo er mit dem Diplom abschloss. Ab 1987 arbeitete er für die Moskowskije Nowosti, die Gorbatschows Reformen unterstützte, und wurde Chefredakteur ihrer deutschen Ausgabe, der Moskau News. Von 1993 bis 2025 arbeitete er in der russischen Redaktion der Deutschen Welle. Sein Fachgebiet ist die Wirtschaft. Er tritt als Russland-Experte in verschiedenen Medien auf. Er lebt in Köln.

## Schriften
- Russland hat Zukunft. Die Wiedergeburt einer Weltmacht. Eichborn, Frankfurt am Main 1993 (Taschenbuchausgabe: Econ, Düsseldorf 1995).
- Für Russland ist Europa der Feind. Warum meine Heimat mit dem Westen gebrochen hat. Kiepenheuer & Witsch, Köln 2025.